# Огњен Врањеш
Огњен Врањеш (Бања Лука, 24. октобар, 1989) босанскохерцеговачки је фудбалер. Игра у одбрани.

## Клупска каријера

### Почеци
Врањеш је поникао у Борцу из Бања Луке. У дресу Борца је дебитовао у сениорском фудбалу, а играч бањалучког клуба је био до децембра 2008. године када прелази у Црвену звезду. Код тренера Јаневског, Врањеш је одиграо четири првенствене утакмице за црвено-беле током пролећног дела шампионата 2008/09. У лето 2009. године Звезду преузима Владимир Петровић Пижон, код којег Врањеш није успео да се избори за место у тиму. За пролећни део сезоне 2009/10. позајмљен је Напретку из Крушевца.
Током првог дела сезоне 2010/11. био је позајмљен молдавском Шерифу за који је одиграо девет првенствених утакмица. Наступајући за Шериф био је предмет контроверзи када је у квалификацијама за Лигу шампиона славио елиминацију Динама у Загребу са мајицом Црвене звезде.

### Турска, Шпанија и Русија
У јануару 2011. године потписао је троипогодишњи уговор са руским Краснодаром. У екипи Краснодара тренер му је био Славољуб Муслин, а Врањеш је за сезону и по, колико је био члан клуба, одиграо 37 првенствених утакмица. У децембру 2012. године је потписао уговор са Аланијом из Владикавказа. У мају 2013. године претрпео је тешку повреду због које није играо осам месеци. За Аланију је због повреде одиграо само седам првенствених утакмица, а у децембру 2013. је раскинуо уговор са клубом.
У јануару 2014. године је потписао уговор са турским суперлигашем Елазигспором. Био је стандардан у екипи Елазигспора током другог дела сезоне 2013/14. али је клуб испао у нижи ранг такмичења.
Након више од пола године без клуба, Врањеш је почетком фебруара 2015. године потписао уговор са турским суперлигашем Газијантепсором. За непуних годину дана проведених у турском клубу, Врањеш је одиграо 23 првенствене утакмице. Уговор са Газијантепом је раскинуо 25. јануара 2016. године, а већ наредног дана је потписао уговор са шпанским прволигашем Спортинг Хихоном до краја сезоне. За Спортинг Хихон је током другог дела сезоне 2015/16. одиграо 11 утакмица у Примери. Са екипом Хихона је почео и припреме за нову сезону, али тадашњи тренер Абелардо Фернандез је у августу 2016. поручио управи клуба да не рачуна на Врањеша, па је убрзо након тога клуб раскинуо уговор са играчем.
Врањеш је 25. августа 2016. године потписао двогодишњи уговор са руским премијерлигашем Томом из Томска. Након само једне полусезоне у екипи Тома, Врањеш је споразумно раскинуо сарадњу са клубом јер није успео да се избори за већу минутажу. За Том је одиграо седам утакмица и постигао један гол.

### АЕК Атина
Врањеш је у децембру 2016. потписао једноипогодишњи уговор са АЕК-ом из Атине. Деби у дресу АЕК-а је имао 7. јануара 2017. године у заосталој првенственој утакмици против Астераса, а већ на свом дебију је добио црвени картон. Свој први гол у дресу АЕК-а је постигао 5. фебруара 2017. у убедљивој победи над Веријом од 6:0. Са екипом АЕК-а је у сезони 2016/17. стигао до финала Купа, где је поражен од ПАОК-а. У сезони 2017/18. Врањеш је са екипом АЕК-а освојио титулу првака Грчке, што је први трофеј АЕК-а у домаћем првенству након 24 године чекања. Врањеш је током сезоне 2017/18. одиграо 18 утакмица у Грчкој лиги и постигао четири гола, уз један хет-трик, први у каријери. Такође је одиграо два меча у квалификацијама за Лигу шампиона и девет у Лиги Европе.

### Андерлехт
У јуну 2018. године је потписао четворогодишњи уговор са Андерлехтом. На свом првенственом дебију је постигао аутогол, који ипак није утицао на резултат јер је Андерлехт лако савладао Кортрајк са 4:1. На првенственој утакмици против Мускрона, одиграној 17. августа 2018. године, Врањеш је добио директан црвени картон након оштрог старта над противничким играчем. Због овог старта Фудбалски савез Белгије га је казнио са три меча суспензије.  На почетку сезоне је био стандардан у екипи Андерлехта али касније је више био ван екипе него у стартних 11, па је током јесењег дела шампионата 2018/19. наступио на 10 од могућих 21 утакмице у првенству Белгије. Крајем јануара 2019. године Врањеш је због проблема ван терена склоњен из првог тима Андерлехта, а убрзо је пребачен у Б тим. Касније је добио забрану да игра и за Б тим. У дресу белгијског клуба је у сезони 2018/19. одиграо укупно 14 утакмица, с тим што током пролећног дела сезоне није забележио ниједан наступ.
У јуну 2019. се вратио у атински АЕК, овога пута на једногодишњу позајмицу. По истеку позајмице се вратио у Андерлехт. Одиграо је само четири утакмице за Андерлехт током првог дела 2020/21. сезоне, након чега је у јануару 2021. прослеђен на позајмицу у Шарлроа.
У јулу 2021. се вратио у АЕК из Атине, са којим је потписао трогодишњи уговор.

## Репрезентативна каријера
Био је члан репрезентације Босне и Херцеговине до 21 године неколико година. У августу 2010. године, тренер сениорског тима Босне и Херцеговине позвао је Врањеша за утакмице против Луксембурга и Француске у квалификацијама за Европско првенство 2012. године.
Врањеш је на прилику да одигра прву утакмицу чекао до новембра када је почео утакмицу против Словачке. Врањеш одиграо пуних 90 минута 16. октобра 2012. године у победи Босне и Херцеговине од 3-0 против Литваније.
Сушић је позвао Врањеша у тим за Светско првенство 2014. године у Бразилу. Након што није ушао у игру прве две утакмице, свој деби на светском првенству је имао против Ирана, где је играо последњих 30 минута.
У фебруару 2019. године селектор репрезентације БиХ Роберт Просинечки избацио га је из тима, био је на удару најватренијих навијача БиХ, тзв. "Бх. Фанатикоса", а добијао је претње пре свега због тетовирања мапе Републике Српске и четничког војводе Момчила Ђујића.
Врањеш је за сениорски тим БиХ наступио 38 пута. Последњи пут члан националног тима је био на мечу са Аустријом у Лиги нација 15. новембра 2018. године.

### Статистика
| Босна и Херцеговина | Босна и Херцеговина | Босна и Херцеговина |
| Година              | Утакмица            | Голова              |
| ------------------- | ------------------- | ------------------- |
| 2010                | 1                   | 0                   |
| 2011                | 1                   | 0                   |
| 2012                | 6                   | 0                   |
| 2013                | 2                   | 0                   |
| 2014                | 5                   | 0                   |
| 2015                | 6                   | 0                   |
| 2016                | 7                   | 0                   |
| 2017                | 5                   | 0                   |
| 2018                | 5                   | 0                   |
| Укупно              | 38                  | 0                   |

## Приватни живот
Његов старији брат Стојан Врањеш је такође фудбалер.